# Бріттані Мерфі
Брі́ттані Енн Ме́рфі-Монджек, при народженні Бертолотті; (нар. 10 листопада 1977 — пом. 20 грудня 2009) — американська акторка, співачка та благодійниця. Відома за ролями Тай Фрейзер у фільмі «Безголові» (1995), Алекс Леторно у «Восьмій милі» (2002) і Дейзі Рендон у «Перерваному житті» (1999).

## Раннє життя
Бріттані Енн Бертолотті народилася в Атланті, штат Джорджія, у родині Шерон Кетлін Мерфі та Анджело Джозефа Бертолотті.  Мати мала ірландське та словацьке походження, а батько — італійське. Батьки розлучилися, коли їй було два роки. Бріттані виховувала мати в Едісоні, Нью-Джерсі. Бріттані виховувалася як баптистка, а пізніше стала позаконфесійною християнкою. Вона мала двох старших зведених братів і молодшу сестру, а також зведену. Бертолотті не був вказаний як батько в першому свідоцтві про смерть Бріттані.
Одного разу в інтерв'ю Бріттані сказала, що у матері були фінансові труднощі, і тому вона мусила їсти дешеві спагеті, а в деяких випадках їй благати матір купити одяг в KMart; це може пояснити те, що в дорослому віці акторка займалась благодійністю для безхатченків.
Перед тим, як вступити до середньої школи в Едісоні, сім'я переїхала до Лос-Анджелеса в 1991 році, щоб Бріттані могла продовжити акторську кар'єру. Мерфі сказала, що її мати ніколи не намагалася придушити її творчий потенціал, і саме це вона вважала одним з основних чинників подальшого акторського успіху: «Коли я попросила маму переїхати до Каліфорнії, вона продала все й переїхала сюди заради мене. Вона завжди вірила в мене».

## Кар'єра

### 1991—1999: дитина-акторка
У 1982 році Мерфі відвідувала Школу танців і театрального мистецтва Верна Фаулера в Колонії, Нью-Джерсі. Починаючи з чотирьох років Бріттані вчилась співати, танцювати і навчалась акторській майстерності аж доки не переїхала до Каліфорнії у віці тринадцяти років. Мерфі дебютувала на Бродвеї в 1997 році в ролі Кетрін в оновленій версії п'єси Артура Міллера «Вид з мосту» разом із вже досвідченими акторами Ентоні Лапальєю та Еллісон Дженні.
Мерфі здобула свою першу роботу в Голлівуді, коли їй було тринадцять, і зіграла роль Бренди Дрекселл у серіалі «Drexell's Class». Потім вона грала Моллі Морган у короткометражному спінофі «The Torkelsons». Також у цей період вона знялася в кількох телевізійних серіалах, зокрема «Паркер Льюіс не може програти», «Blossom», «Морські пригоди», «Murder One» і «Фрейзер». У неї також були регулярні ролі в «Party of Five», «Boy Meets World» і «Sister, Sister».
Проривною роллю для Мерфі став її другий повнометражний фільм, підліткова комедія режисерки Емі Гекерлінг «Безголові» (1995), що став культовим. Після цього акторка знялася у фільмі «Шосе» (1996) з Різ Візерспун і Кіфером Сазерлендом, а також у незалежній комедії «Bongwater» (1997). 1999 року вона зіграла другорядну роль пацієнтки психіатричної лікарні у фільмі Джеймса Менголда «Перерване життя» разом із Вайноною Райдер та Анджеліною Джолі, а також роль дівчини, що мріє стати королевою краси, у «Вбивчій красі». Мерфі озвучувала персонажа Луан Платтер в анімаційному ситкомі Fox «Король гори» з 1997 по 2009 рік. У 2000 році за озвучення в епізоді «Movin' On Up» цього мультсеріалу Бріттані номінували на премію Енні.

### 2000—2009: доросла кар'єра
Мерфі розпочала 2000-ні роки з головної ролі у фільмі «Не говори ні слова» (2001) разом із Майклом Дугласом. Потім знялася у стрічках «Диявольська арифметика» (телевізійна екранізація роману «The Devil's Arithmetic») (2001), «Восьма миля» (2002), у якому її високо оцінила кінокритика, і «Міські дівчата» (2003). 2003 року зіграла головну роль у романтичних комедіях «Молодята» і «Маленька чорна книжка» (2004) та схваленому критиками фільмі «Місто гріхів» (2005). Кінокритик Роджер Еберт часто хвалив акторський талант Мерфі та її високу комедійну харизму, даючи хороші відгуки й порівнюючи її з Люсіль Болл.
Мерфі зацікавилась також кількома незалежними фільмами, зокрема «Вищий пілотаж» (2002), «Ніколи не було» (2005) і «Мертва дівчинка» (2006) режисерки Карен Монкріфф, а також двома фільмами Едварда Бернса: «Sidewalks of New York» (2001) і «The Groomsmen» (2006). Вона повернулася до роботи озвучки Глорії Пінгвін в анімаційному фільмі 2006 року «Веселі ніжки», який отримав визнання критиків. 2009 року вона розпочала роботу на телеканалі Lifetime в ролі головної героїні Сілли в телесеріалі «Tribute».
У червні 2009 року Мерфі завершила роботу над трилером «Abandoned», а сам фільм вийшов на екрани в 2010 році, вже після її смерті. Її останній фільм, «Something Wicked», вийшов у квітні 2014 року.

### Музика
Бріттані Мерфі говорила: «Мій спів не схожий на мій буденний голос… Просто я завжди тримала це в таємниці й ніколи не приписувала собі заслуг, тому що хотіла добре навчитися працювати за мікрофоном у студії звукозапису, а деякі співаки навіть не підозрюють, що насправді це я записую їхні альбоми».
На початку 1990-х Мерфі була в складі музичного гурту під назвою Blessed Soul разом із колегою-актором Еріком Балфуром.
6 червня 2006 року Мерфі та Пол Окенфолд випустили сингл «Faster Kill Pussycat» з альбому A Lively Mind. Пісня стала клубним хітом і потрапила на перше місце в Billboard's Hot Dance Club Play. У червні 2006 року сингл також посів сьоме місце в UK Singles Chart.
Мерфі знову зайнялася музикою після виходу фільму «Веселі ніжки», у якому вона зробила кавер-версію «Somebody to Love» гурту Queen і «Boogie Wonderland» гурту Earth, Wind & Fire. Мерфі говорила про свою героїню Глорію так: «Як не дивно, з усіх персонажів, яких я грала, Глорія найбільше схожа на мене. А вона пінгвін! Джордж Міллер завжди хотів, щоб одна людина виконувала і те, й інше [озвучка діалогів і спів]. Я сказала: „Я вмію співати“, і попросила його дати мені шанс. Я не думаю, що він сприйняв мене дуже серйозно, тому що більшість акторів завжди кажуть, що вони можуть робити багато речей, і роблять це погано».

## Особисте життя
Наприкінці 2002 року Бріттані почала зустрічатися з Ештоном Кyтчером, партнером по фільму «Молодята», з яким познайомилася під час зйомок. Пізніше стало відомо, що вони були заручені й носили каблучки, хоча ніколи не підтверджували це офіційно. Мерфі також була заручена з Джеффом Кватинцем. Згодом, у грудні 2005, її супутником став Джо Макалузо, асистент на кіновиробництві фільму з участю Бріттані «Маленька чорна книжка». Через чотири місяці після знімання фільму «The Groomsmen», які відбулися ув квітні 2006 року, вони розійшлися.
Через кілька місяців після завершення стосунків з Макалузо Мерфі зустріла Саймона Монджека, британського сценариста. Вони одружилися на приватній єврейській церемонії в Лос-Анджелесі в травні 2007 року. У документальному фільмі 2021 року «Що трапилося з Бріттані Мерфі?» кілька колег і друзів Монджека звинуватили його в тому, що саме він є відповідальним за певні негативні зміни в Бріттані, а також у тому, що не дозволяв їй спілкуватися з родиною. Згідно зі свідченнями його колишньої нареченої Елізабет Регсдейл, Монджек «був неспокійною особистістю, яка звикла обманювати людей, і Бріттані була однією з його останніх жертв».
На початку 2000-х років Мерфі значно схудла, що призвело до чуток про кокаїнову залежність. 2005 року вона заперечила такі заяви журналу «Джейн»: «Ні, просто для протоколу, я ніколи в житті, ні разу не вживала таких речовин».

## Смерть
20 грудня 2009 року, о 8:00 годині ранку пожежна служба Лос-Анджелеса відповіла на виклик з «медичним запитом» у спільному домі Мерфі та Монджека в Лос-Анджелесі. Очевидно, Мерфі знепритомніла у ванній кімнаті. Пожежники намагалися реанімувати її на місці. Мерфі доставили в медичний центр Cedars-Sinai, де вона померла о 10:04 ранку від зупинки серця.
Розтин був проведений наступного дня після фіксації смерті. Офіс коронера округу Лос-Анджелес у звіті, опублікованому в лютому 2010 року, заявив, що смерть була випадковою і що її причиною стала пневмонія з вторинними факторами важкої залізодефіцитної анемії та множинної наркотичної інтоксикації. Коронер виявив в організмі Мерфі низку нерецептурних і рецептурних ліків, найімовірнішою причиною потрапляння яких в організм було лікування застуди чи респіраторної інфекції. До цього віднесли «підвищений рівень» гідрокодону, ацетамінофену, L-метамфетаміну та хлорфенаміну, усі з яких є легальними. У звіті зазначається: «можливі несприятливі фізіологічні наслідки вживання цих ліків не можна скидати з рахунку, особливо враховуючи ослаблений стан померлої».

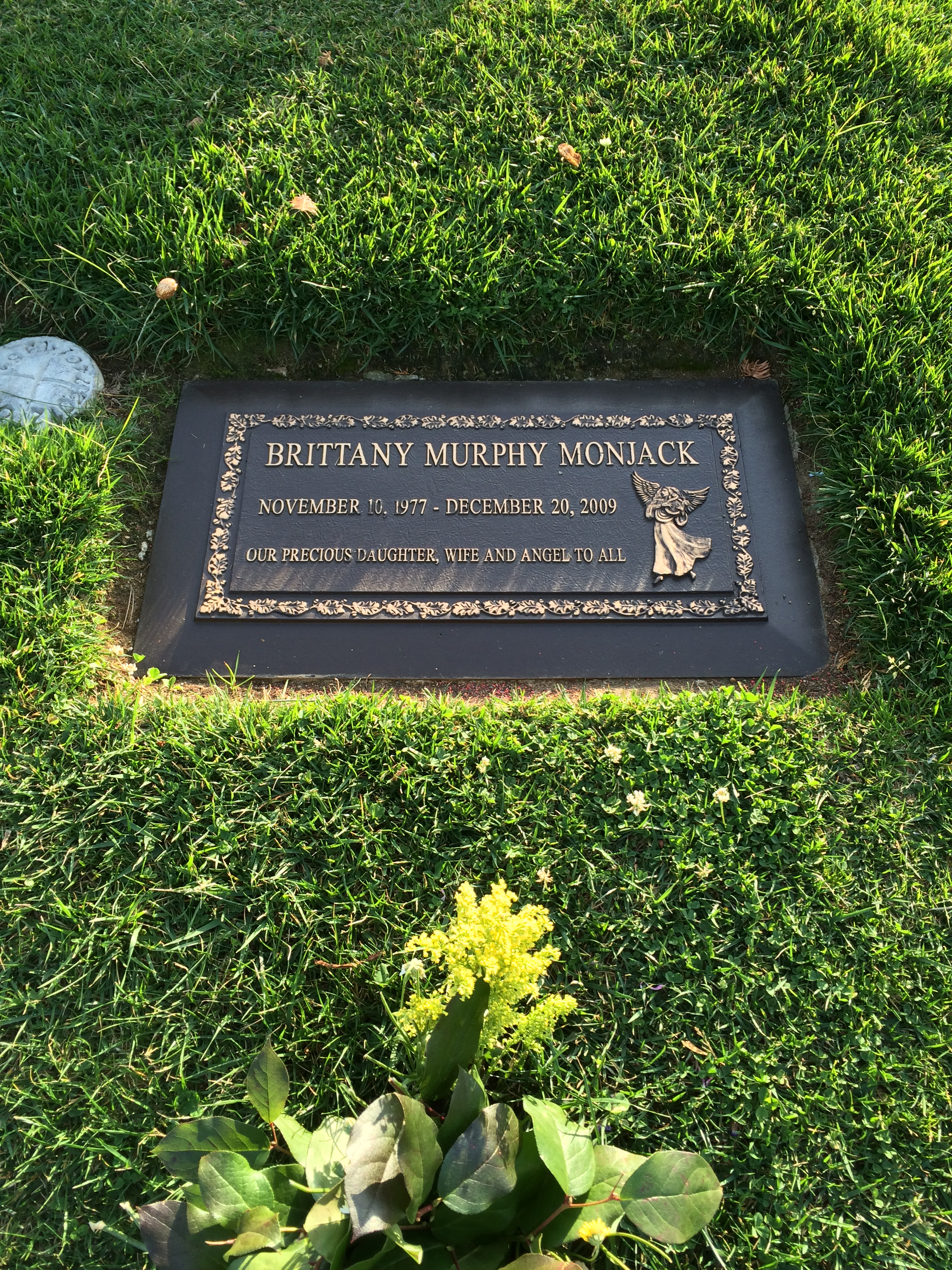
Могила Бріттані Мерфі на Форест-Лон Голлівуд-Хіллз

24 грудня 2009 року Бріттані Мерфі похована в меморіальному парку Форест-Лон на Голлівуд-Хіллз.
У січні 2010 року її чоловік, Саймон Монджек, і мати, Шерон Мерфі, спільно заявили, що Бріттані не вживала алкоголю чи інших наркотиків і що наркотики не могли спричинити її смерть; смерть вони пов'язали з пролапсом мітрального клапана.

### Смерть Саймона Монджека
23 травня 2010 року Монджека знайшли мертвим у тій же резиденції на Голлівуд-Хіллз. Згідно зі звітом коронера його смерть була спричинена гострою пневмонією та важкою анемією. Повідомлялося, що департамент охорони здоров'я округу Лос-Анджелес вважав токсичну цвіль у їхньому будинку можливою причиною смерті, але це було спростовано помічником головного коронера Лос-Анджелеса Едом Вінтером, який заявив, що «немає ознак» того, що цвіль дійсно стала причиною смерті. Мати Бріттані, Шерон Мерфі назвала повідомлення про плісняву як причину смертей «абсурдними» і сказала, що Міністерство охорони здоров'я ні разу не зверталося для перевірки будинку на наявність плісняви. У грудні 2011 року Шерон Мерфі змінила свою позицію, сказавши, що токсична цвіль справді вбила її доньку та зятя, і подала позов проти адвокатів, які представляли її інтереси в попередньому позові проти будівельників тієї будівлі, де проживала та померла її донька і зять.
У січні 2012 року батько Мерфі, Анджело Бертолотті, звернувся до Верховного суду Каліфорнії з проханням вимоги до коронера округу Лос-Анджелес передати зразки волосся його доньки для незалежного тестування. Через сім місяців позов був відхилений, оскільки Бертолотті не з'явився на два окремих слухання. У листопаді 2013 року Бертолотті заявив, що токсикологічний звіт показав, що навмисне отруєння важкими металами, зокрема стибієм та барієм, було можливою причиною смерті його доньки. Шерон Мерфі назвала цю заяву «наклепом».

## Фільмографія

### Художні фільми
| Рік  | Назва                           | Роль                            |
| ---- | ------------------------------- | ------------------------------- |
| 1993 | Family Prayers                  | Elise                           |
| 1995 | Безголові                       | Тай Фрейзер                     |
| 1996 | Шосе                            | Ронда                           |
| 1997 | Bongwater                       | Mary                            |
| 1997 | Drive                           | Deliverance Bodine              |
| 1998 | Falling Sky                     | Emily Nicholson                 |
| 1998 | Пророцтво 2                     | Іззі                            |
| 1998 | Phoenix                         | Veronica                        |
| 1998 | Zack and Reba                   | Reba Simpson                    |
| 1999 | Вбивча краса                    | Ліза Свенсен                    |
| 1999 | Перерване життя                 | Дейзі Рендон                    |
| 2000 | Trixie                          | Ruby Pearli                     |
| 2000 | Angels!                         | Nurse Bellows                   |
| 2000 | Cherry Falls                    | Jody Marken                     |
| 2000 | The Audition                    | Daniella                        |
| 2001 | Sidewalks of New York           | Ashley                          |
| 2001 | Summer Catch                    | Dede Mulligan                   |
| 2001 | Не говори ні слова              | Елізабет Берроуз                |
| 2001 | Сильна жінка                    | Фей Форестер                    |
| 2002 | Вищий пілотаж                   | Ніккі                           |
| 2002 | Something in Between            | Sky                             |
| 2002 | Восьма миля                     | Алекс Латурно                   |
| 2003 | Молодята                        | Сара Макнерні                   |
| 2003 | Міські дівчата                  | Моллі Ганн                      |
| 2003 | Good Boy!                       | Nelly                           |
| 2004 | Маленька чорна книжка           | Стейсі Голт                     |
| 2005 | Місто гріхів                    | Шеллі                           |
| 2005 | Neverwas                        | Maggie Paige                    |
| 2006 | The Groomsmen                   | Sue                             |
| 2006 | Кохання та інші катастрофи      | Джекс                           |
| 2006 | Веселі ніжки                    | Глорія (озвучування)            |
| 2006 | Мертва дівчинка                 | Кріста Катчер                   |
| 2008 | Дівчина рамен                   | Еббі                            |
| 2008 | Футурама: Звір з мільярдом спин | Коллін О'Холлалан (озвучування) |
| 2009 | Deadline                        | Alice                           |
| 2009 | Across the Hall                 | June                            |
| 2010 | Abandoned                       | Mary                            |
| 2014 | Something Wicked                | Susan                           |

### Телебачення
| Рік           | Назва                           | Роль                                            | Примітки                                  |
| ------------- | ------------------------------- | ----------------------------------------------- | ----------------------------------------- |
| 1991 рік      | Мерфі Браун                     | Сестра Франка                                   | Епізод: «В іншому літаку: Частина 1»      |
| 1991 рік      | Клас Дрекселя                   | Бренда Дрекселл                                 | 18 серій 1991/2                           |
| 1992 рік      | Kids Incorporated               | Селеста                                         | Епізод: «Lay Off»                         |
| 1992 рік      | Паркер Льюїс не вміє програвати | Енджі                                           | Епізод: «Поцілунок»                       |
| 1993 рік      | Майже вдома                     | Моллі Морган                                    | 13 серій                                  |
| 1993 рік      | Blossom                         | Венді                                           | Епізод: «Цвітіння в Парижі: Частина 1»    |
| 1994 рік      | Фрейзер                         | Олсен                                           | Епізод: «Дайте йому стілець!»             |
| 1994 рік      | Партія п'яти                    | Еббі                                            | 2 епізоди                                 |
| 1994 рік      | Сестра, сестра                  | Сара                                            | 6 серій, 1994/5                           |
| 1995 рік      | Хлопчик зустрічає світ          | Тріні Мартін                                    | 2 епізоди                                 |
| 1995 рік      | The Marshal                     | Ліззі Рот                                       | Епізод: «Ці дурниці»                      |
| 1995 рік      | seaQuest DSV                    | Крістін ВанКамп                                 | Епізод: «Другий шанс»                     |
| 1995 рік      | Вбивство перше                  | Даян «Ді-Ді» Карсон                             | Епізод: «Розділ дев'ятий»                 |
| 1996 рік      | Подвійна небезпека              | Юлія                                            | телефільм                                 |
| 1996 рік      | Неш Бріджес                     | Керрі                                           | Епізод: «Нічний потяг»                    |
| 1996 рік      | Неосвічений                     | Жасмин                                          | Епізод: «Driving Me Crazy»                |
| 1997–2009 рік | Король гори                     | Luanne Platter, озвучка Різні персонажі (голос) | 226 серій                                 |
| 1998 рік      | Девід і Ліза                    | Ліза                                            | фільм                                     |
| 1999 рік      | The Devil's Arithmetic          | Рівках                                          | Фільм Showtime                            |
| 1999 рік      | Пеппер Енн                      | Танк 8 клас (озвучка)                           | 3 серій, 1999/2000                        |
| 2000 рік      | Загальну підставу               | Дороті Нельсон                                  | фільм                                     |
| 2005 рік      | Я все ще тут                    | Закадровий переклад                             | Документальний фільм про Голокост         |
| 2009 рік      | Данина                          | Сілл Макгоуен                                   | фільм                                     |
| 2009 рік      | Мегавина                        | Доктор Емі Лейн                                 | фільм                                     |
| 2021 рік      | Що трапилося, Бріттані Мерфі?   | себе                                            | Т. В. Посмертне звільнення; архівні кадри |

### Відеоігри
| Рік      | Назва                                           | Роль голосу  |
| -------- | ----------------------------------------------- | ------------ |
| 1995 рік | Моя перша енциклопедія                          | Коментаторка |
| 2006 рік | Marc Eckō's Getting Up: Contents Under Pressure | Карен Лайт   |
| 2006 рік | Веселі ніжки                                    | Глорія       |

Музичні кліпи
| Рік      | Пісня                     | Художник         | Примітки |
| -------- | ------------------------- | ---------------- | -------- |
| 1995 рік | «Here»                    | Luscious Jackson |          |
| 2001 рік | «A Little Respect»        | Wheatus          |          |
| 2004 рік | «Closest Thing to Heaven» | Tears for Fears  |          |
| 2006 рік | «Faster Kill Pussycat»    | Paul Oakenfold   | Вокал    |